# Nihon SF taikai
Le Nihon SF taikai (日本SF大会, convention japonaise de SF) est une convention dédiée à la science-fiction se déroulant annuellement au Japon depuis 1962.
Chaque occurrence de la convention est connue sous un diminutif populaire dépendant du lieu où elle se déroule, tel que "TOKON" (pour les conventions se déroulant à Tokyo) ou "DAICON" (pour celles se déroulant à Osaka), suivi facultativement par un numéro indiquant le nombre de fois où la convention s'est déroulée dans ledit lieu.
Chaque année, le Nihon SF taikai accueille entre 1 000 et 1 500 fans. Sont organisés conférences, panels, projections, concerts, jeux, exposition, ainsi que la vente d'objets rares en rapport avec la science fiction. Des prix sont décernés lors de chaque convention, notamment le Seiun Award, récompensant la « meilleure œuvre de science fiction de l'année ».
En dehors du Japon, le Nihon SF taikai est principalement connu pour les vidéos d'ouverture des conventions DAICON III et IV (respectivement en 1981 et 1983), réalisées par les futurs membres fondateurs du studio Gainax.

## Liste des conventions
| Edition | Année | Exposition                              | Préfecture | Municipalité     |
| ------- | ----- | --------------------------------------- | ---------- | ---------------- |
| 1       | 1962  | MEG-CON                                 | Tokyo      | Meguro           |
| 2       | 1963  | TOKON                                   | Tokyo      | Chiyoda          |
| 3       | 1964  | DAICON                                  | Osaka      | Osaka            |
| 4       | 1965  | TOKON 2                                 | Tokyo      | Bunkyo, Chiyoda  |
| 5       | 1966  | MEIKON                                  | Aichi      | Nagoya           |
| 6       | 1967  | TOKON 3                                 | Tokyo      | Bunkyo, Shinjuku |
| 7       | 1968  | TOKON 4                                 | Tokyo      | Chiyoda          |
| 8       | 1969  | KYUKON                                  | Kumamoto   | Oguni            |
| 9       | 1970  | TOKON 5                                 | Tokyo      | Chiyoda          |
| 10      | 1971  | DAICON 2                                | Osaka      | Osaka            |
| 11      | 1972  | MEICON 2                                | Aichi      | Nagoya           |
| 12      | 1973  | EZOCON                                  | Hokkaidō   | Chitose          |
| 13      | 1974  | MIYACON                                 | Kyoto      | Kyoto            |
| 14      | 1975  | SHINCON                                 | Hyogo      | Kobe             |
| 15      | 1976  | TOKON 6                                 | Tokyo      | Chiyoda          |
| 16      | 1977  | HINCON                                  | Kanagawa   | Yokohama         |
| 17      | 1978  | ASHINOCON                               | Kanagawa   | Hakone           |
| 18      | 1979  | MEICON 3                                | Aichi      | Nagoya           |
| 19      | 1980  | TOKON 7                                 | Tokyo      | Taito            |
| 20      | 1981  | DAICON 3                                | Osaka      | Osaka            |
| 21      | 1982  | TOKON 8                                 | Tokyo      | Chiyoda          |
| 22      | 1983  | DAICON 4                                | Osaka      | Osaka            |
| 23      | 1984  | EZOCON 2                                | Hokkaidō   | Sapporo          |
| 24      | 1985  | GATAPON Special Summer Festival         | Niigata    | Yahiko           |
| 25      | 1986  | DAICON 5                                | Osaka      | Suita            |
| 26      | 1987  | URACON '87                              | Ishikawa   | Yamanaka         |
| 27      | 1988  | MiG-CON                                 | Gunma      | Mizukami         |
| 28      | 1989  | DAINA☆CON EX                            | Aichi      | Gamagori         |
| 29      | 1990  | TOKON 9                                 | Tokyo      | Taito            |
| 30      | 1991  | i-CON                                   | Ishikawa   | Kanazawa         |
| 31      | 1992  | HAMACON                                 | Kanagawa   | Yokohama         |
| 32      | 1993  | DAICON 6                                | Osaka      | Osaka            |
| 33      | 1994  | RYUCON                                  | Okinawa    | Tamagusuku       |
| 34      | 1995  | HAMANACON                               | Shizuoka   | Hamamatsu        |
| 35      | 1996  | KOKURANOMICON                           | Fukuoka    | Kitakyūshū       |
| 36      | 1997  | AKICON                                  | Hiroshima  | Hiroshima        |
| 37      | 1998  | CAPRICON 1                              | Aichi      | Nagoya           |
| 38      | 1999  | YANECON                                 | Nagano     | Hakuba           |
| 39      | 2000  | Zero-CON                                | Kanagawa   | Yokohama         |
| 40      | 2001  | Future International Conference: SF2001 | Chiba      | Chiba            |
| 41      | 2002  | YÛCON                                   | Shimane    | Tamayu           |
| 42      | 2003  | T-con 2003                              | Tochigi    | Nasushiobara     |
| 43      | 2004  | G-con                                   | Gifu       | Gifu             |
| 44      | 2005  | HAMACON2                                | Kanagawa   | Yokohama         |
| 45      | 2006  | Michinoku SF Matsuri Zuncon             | Miyagi     | Matsushima       |
| 46      | 2007  | Nippon 2007                             | Kanagawa   | Yokahama         |
| 47      | 2008  | DAICON 7                                | Osaka      | Kishiwada        |
| 48      | 2009  | T-con 2009                              | Tochigi    | Nasushiobara     |
| 49      | 2010  | TOKON 10                                | Tokyo      | Edogawa          |
| 50      | 2011  | DONBURACON-L                            | Shizuoka   | Shizuoka         |
| 51      | 2012  | VARICON                                 | Hokkaidō   | Yubari           |
| 52      | 2013  | KOICON                                  | Hiroshima  | Hiroshima        |
| 53      | 2014  | NATSUCON                                | Ibaraki    | Tsukuba          |
| 54      | 2015  | COMECON                                 | Tottori    | Yonago           |
| 55      | 2016  | ISESHIMACON                             | Mie        | Toba             |
| 56      | 2017  | DONBURACON-LL                           | Shizuoka   | Shizuoka         |
| 57      | 2018  | JURACON                                 | Gunma      | Minakami         |
| 58      | 2019  | Sci-con                                 | Saitama    | Saitama          |
| 59      | 2020  | FUCCON                                  | Fukushima  | Koriyama         |